# Rozenkerk
De Rozenkerk (Servisch: Црква Ружица, Crkva Ružica) is een Servisch-orthodox kerkgebouw in Belgrado. De kerk is gewijd aan de Moeder Gods.
De Rozenkerk bevindt zich in het noordoostelijke deel van de vesting van Belgrado. Tijdens de regering van Stefan Lazarević bestond in de vroege 15e eeuw een kerk onder dezelfde naam. Deze kerk werd echter in 1521 bij de Ottomaanse verovering van Belgrado verwoest. De huidige kerk was oorspronkelijk een buskruitmagazijn dat in de 18e eeuw werd gebouwd. Nadat de Osmanen de vesting van Belgrado in 1867 overdroegen aan het Vorstendom Servië, werd het buskruitmagazijn in een garnizoenskerk omgebouwd.
De kerk werd in de Eerste Wereldoorlog ernstig beschadigd, maar na de oorlog volgde een restauratie in 1925. De iconostase werd gemaakt door Kosta Todorović, de iconen werden vervaardigd door de monnik Rafailo Momčilović, terwijl de fresco's door de uit Rusland geëmigreerde schilder Andrej Bitsenko werden aangebracht.